# Volley Vallefoglia
Volley Vallefoglia – włoski klub siatkarski kobiet, powstały w 2019 w Vallefogli. Klub od sezonu 2021/2022 występuje w rozgrywkach Serie A.

## Nazwy klubu
- 2019-2020 Megabox Battistelli Vallefoglia
- 2020-2021 Megabox Vallefoglia
- 2021- Megabox Ondulati Del Savio Vallefoglia

## Kadra

### Sezon 2024/2025[2]
| Nr | Imię i nazwisko       | Data ur. | Wzrost | Pozycja      |
| -- | --------------------- | -------- | ------ | ------------ |
| 1  | Erblira Bici          | 1995     | 185    | atakująca    |
| 2  | Alice Degradi         | 1996     | 181    | przyjmująca  |
| 4  | Alice Feduzzi         | 2006     | 164    | libero       |
| 5  | Francesca Michieletto | 1997     | 184    | przyjmująca  |
| 6  | Gaia Giovannini       | 2001     | 182    | przyjmująca  |
| 7  | Chiara De Bortoli     | 1997     | 176    | libero       |
| 8  | Sonia Candi           | 1993     | 187    | środkowa     |
| 9  | Alice Torcolacci      | 2000     | 184    | środkowa     |
| 10 | Rada Perović          | 2001     | 182    | rozgrywająca |
| 11 | Maja Storck           | 1998     | 184    | atakująca    |
| 13 | Wiktorija Kobzar      | 2004     | 183    | rozgrywająca |
| 17 | Camilla Weitzel       | 2000     | 195    | środkowa     |
| 22 | Simone Lee            | 1996     | 188    | przyjmująca  |
| 99 | Pia Kästner           | 1998     | 182    | rozgrywająca |

### Sezon 2023/2024
| Nr | Imię i nazwisko                  | Data ur. | Wzrost | Pozycja      |
| -- | -------------------------------- | -------- | ------ | ------------ |
| 1  | Claudia Provaroni                | 1998     | 181    | libero       |
| 2  | Alice Degradi                    | 1996     | 181    | przyjmująca  |
| 5  | Viola Passaro                    | 2004     | 182    | rozgrywająca |
| 6  | Agnese Cecconello                | 1999     | 190    | środkowa     |
| 7  | Sara Panetoni                    | 2000     | 174    | libero       |
| 8  | Maja Aleksić                     | 1997     | 188    | środkowa     |
| 9  | Camilla Mingardi                 | 1997     | 186    | atakująca    |
| 10 | Lena Große-Scharmann             | 1998     | 184    | atakująca    |
| 11 | Giulia Mancini                   | 1998     | 183    | środkowa     |
| 12 | Gaia Giovannini                  | 2001     | 182    | przyjmująca  |
| 13 | Wiktorija Kobzar (od 08.12.2023) | 2004     | 183    | rozgrywająca |
| 14 | Laura Dijkema                    | 1990     | 184    | rozgrywająca |
| 15 | Tatjana Koszelewa                | 1988     | 191    | przyjmująca  |
| 16 | Beatrice Gardini                 | 2003     | 184    | przyjmująca  |

### Sezon 2022/2023
| Nr | Imię i nazwisko                 | Data ur. | Wzrost | Pozycja      |
| -- | ------------------------------- | -------- | ------ | ------------ |
| 1  | Vittoria Piani                  | 1998     | 187    | atakująca    |
| 3  | Eleonora Furlan (od 04.01.2023) | 1995     | 188    | środkowa     |
| 4  | Giulia Carraro                  | 1994     | 175    | rozgrywająca |
| 5  | Andrea Drews (od 04.01.2023)    | 1993     | 191    | atakująca    |
| 6  | Sofia D'Odorico                 | 1997     | 187    | przyjmująca  |
| 7  | Immacolata Sirressi             | 1990     | 176    | libero       |
| 8  | Maja Aleksić                    | 1997     | 188    | środkowa     |
| 9  | Valeria Papa                    | 1989     | 183    | przyjmująca  |
| 10 | Melissa Martinelli              | 1993     | 190    | środkowa     |
| 11 | Giulia Mancini                  | 1998     | 183    | środkowa     |
| 12 | Micha Hancock                   | 1992     | 180    | rozgrywająca |
| 13 | Emma Barbero                    | 2004     | 170    | libero       |
| 14 | Beatrice Berti                  | 1996     | 193    | środkowa     |
| 15 | Tatjana Koszelewa               | 1988     | 191    | przyjmująca  |
| 19 | Merete Lutz                     | 1994     | 206    | atakująca    |
| 22 | Raquel Lazaro (od 04.01.2023)   | 2000     | 180    | rozgrywająca |

### Sezon 2021/2022
| Nr | Imię i nazwisko              | Data ur. | Wzrost | Pozycja      |
| -- | ---------------------------- | -------- | ------ | ------------ |
| 2  | Francesca Scola              | 2001     | 183    | rozgrywająca |
| 3  | Silvia Fiori                 | 1994     | 162    | libero       |
| 6  | Giada Cecchetto              | 1991     | 164    | libero       |
| 7  | Kenia Carcasés Opón          | 1986     | 189    | przyjmująca  |
| 8  | Sinead Jack                  | 1993     | 190    | środkowa     |
| 9  | Kaisa Alanko (od 06.01.2022) | 1993     | 175    | rozgrywająca |
| 10 | Ana Bjelica (od 26.10.2021)  | 1992     | 190    | atakująca    |
| 11 | Giulia Mancini               | 1998     | 183    | środkowa     |
| 14 | Alexandra Botezat            | 1998     | 196    | środkowa     |
| 15 | Tatjana Koszelewa            | 1988     | 191    | przyjmująca  |
| 16 | Sonja Newcombe               | 1988     | 188    | przyjmująca  |
| 17 | Virginia Berasi              | 1994     | 170    | rozgrywająca |
| 18 | Dayana Kosareva              | 1999     | 186    | przyjmująca  |
| 22 | Viola Tonello                | 1994     | 184    | środkowa     |

### Sezon 2020/2021
| Nr | Imię i nazwisko                 | Data ur. | Wzrost | Pozycja      |
| -- | ------------------------------- | -------- | ------ | ------------ |
| 1  | Giulia Bresciani                | 1992     | 165    | libero       |
| 2  | Lucia Bacchi                    | 1981     | 181    | przyjmująca  |
| 3  | Rachael Kramer                  | 1998     | 208    | środkowa     |
| 4  | Chiara Costagli                 | 1998     | 188    | przyjmująca  |
| 5  | Martina Balboni                 | 1991     | 180    | rozgrywająca |
| 6  | Laura Saccomani (do 16.12.2020) | 1991     | 189    | przyjmująca  |
| 7  | Alice Stafoggia                 | 2002     | 184    | przyjmująca  |
| 8  | Alessandra Colzi                | 1991     | 180    | środkowa     |
| 10 | Alice Pamio                     | 1998     | 181    | przyjmująca  |
| 11 | Ilaria Durante                  | 2003     | 178    | rozgrywająca |
| 12 | Silvia Bertaiola                | 1993     | 184    | środkowa     |
| 14 | Elena Ricci                     | 1998     | 185    | środkowa     |
| 18 | Barbara Đapić                   | 1995     | 194    | atakująca    |